# Dilophus scabricollis
Dilophus scabricollis är en tvåvingeart som beskrevs av Edwards 1929. Dilophus scabricollis ingår i släktet Dilophus och familjen hårmyggor. Inga underarter finns listade i Catalogue of Life.